# Il Fungo (Grigne)
Il Fungo (en italiano: «el hongo») es una formación rocosa situada en el Grupo de las Grigne, dentro de los Prealpes lombardos, en la Provincia de Lecco, Italia. Su nombre proviene de su forma peculiar que recuerda a un hongo.

## Geología y morfología
Il Fungo está compuesto principalmente de caliza dolomítica, típica de la región de las Grigne, formada durante el período Triásico. Su forma distintiva es el resultado de la erosión diferencial, donde una capa superior más dura protege la base de la roca del desgaste.
Estudios realizados por la Universidad de Milán han documentado procesos de karstificación acelerados por la lluvia ácida y la disolución del carbonato de calcio como factores clave en la formación de su estructura.
La presencia de microfósiles marinos en las capas adyacentes confirma el origen sedimentario del área, que antiguamente estuvo sumergida bajo un mar prehistórico.

## Historia y exploración
La primera mención cartográfica de Il Fungo se remonta al siglo XIX, cuando geólogos y exploradores italianos comenzaron a documentar las principales formaciones rocosas de la zona.
El alpinista Riccardo Cassin mencionó Il Fungo en sus diarios de exploración de las Grigne, destacando su singularidad con respecto a otras estructuras del macizo.
La primera fotografía conocida de Il Fungo data de 1923 y se conserva en el archivo del Club Alpino Italiano de Lecco, tomada por el escalador Eugenio Pesci antes de que la erosión moderna modificara su perfil.

## Escalada
Aunque de tamaño modesto en comparación con otras formaciones de las Grigne, Il Fungo representa un objetivo atractivo para escaladores. Varias rutas de dificultad moderada permiten su ascenso, aunque la fragilidad del material exige precaución.
La ruta principal de acceso sigue el Sendero n.º 10, que parte del Pian dei Resinelli y conduce al Refugio Rosalba, pasando cerca de Il Fungo.

## Significado cultural y folclore
Il Fungo aparece con frecuencia en guías de senderismo y relatos de alpinistas. Su forma peculiar ha inspirado varias leyendas locales, como la de un pastor que, confundiéndolo con un hongo gigante, intentó arrancarlo.
Una pintura del siglo XIX que representa a Il Fungo se expone en el Museo de la Montaña de Lecco, lo que demuestra el interés artístico que ha suscitado esta formación a lo largo del tiempo.